# Xcanil Corona
Xcanil Corona est une corona, formation géologique en forme de couronne, située sur la planète Vénus par -37° S et 43° E. Elle est localisée dans le quadrangle d'Agnesi. Elle a été nommée en référence à Xcanil, déesse aztèque et quiché du maïs. 

## Géographie et géologie
Xcanil Corona couvre une surface circulaire d'environ 200 km de diamètre. 